# Głogowiec (Basses-Carpates)
Pour les articles homonymes, voir Głogowiec.
Głogowiec est une localité polonaise de la gmina de Tryńcza, située dans le powiat de Przeworsk en voïvodie des Basses-Carpates.